# Ferencz I. Szabolcs
Ferencz I. Szabolcs (Temesvár, 1967. október 9. –) FGSZ Földgázszállító Zrt. elnök-vezérigazgatója. Magyarország egyetlen földgázszállítási rendszerüzemeltetőjénél a stratégiai irányításért felel.

## Tanulmányok
A temesvári Bartók Béla Líceumban végzett 1986-ban, majd 1996-ban Németországban a Regensburgi Egyetemen szerzett közgazdasági diplomát, ezután a politikatudományok terén folytatott posztgraduális képzést. 2012-ben a Thunderbird School of Global Management olaj- és gázipari vezetőképzésén vett részt.

## Szakmai tapasztalata
Pályafutását kormányzati és politikai kommunikációs területeken kezdte. 1998 és 2000 között a Miniszterelnöki Hivatal Kommunikációs Központjának vezetője, majd a Nemzeti Kulturális Örökség Minisztériumának miniszteri kabinetfőnöke, továbbá a Művészetek Palotája építéséért felelős miniszteri biztos.
2003 és 2009 között a MOL-csoport alelnökeként és kommunikációs igazgatójaként a regionálisan növekvő vállalatcsoport teljes kommunikációs tevékenységéért felelt, lefedve többek között a PR, marketing kommunikáció, márkafejlesztés és társadalmi szerepvállalás területeit. A Közép-Európa egyik vezető integrált olaj- és gázipari cégcsoportjává nőtt MOL ezen időszak alatt integrálta a szlovákiai Slovnaft vállalatot, vásárolta be magát az INA-ba, értékesítette gáz-üzletágát, és zárult le az a privatizáció, melynek végére az állam tulajdonában már nem maradt MOL részvény. Kommunikációs igazgatóként vezette a 2007-től 2009-ig tartó intenzív sajtóhadjárattal járó osztrák ÖMV ellenséges felvásárlási kísérletének stratégiai kommunikációs és közkapcsolati aktivitásait, majd részt vett később a Surgutneftegas ellenséges irányításátvételi kísérleteinek megakadályozásán is.
2010 és 2011 között a MOL Románia elnöke és ügyvezető igazgatója, mely időszakban a vállalat kutatási koncessziókkal is bővítette profilját. Giurgiu-ban nagykereskedelmi tároló kiépítésébe kezdett, s bővítette országos lefedettségű kúthálózatát.
2011 májusától a MOL-csoport Társasági Kapcsolatok ügyvezető igazgatójaként felügyelete alá tartozott a magyar, az európai uniós illetve a nemzetközi szabályozási területek, a nemzetközi közkapcsolatok, a stratégiafejlesztés, illetve a társasági kommunikáció irányítása is. Kiegyensúlyozott kapcsolatokat épített ki, és tartott fenn a MOL-csoport bővülő hazai és nemzetközi tevékenységeinek érintettjeivel.
2019. február 1-től az FGSZ Zrt. vezérigazgatója, 2019. február 8-tól az igazgatóság elnöke. A vállalat stratégiai irányítása mellett felelősségi körébe tartozik az üzletfejlesztés és a nemzetközi és közkapcsolatok menedzselése, valamint a humán erőforrás, a jog, illetve a 2022-ben alakult Zöld Átmenet Iroda tevékenységének irányítása, mely a fenntartható működésért, a társaság emisszióinak csökkentéséért, valamint az alternatív gázok betáplálásának és szállításának vizsgálatáért felel. Vezetése óta az FGSZ magába olvasztotta a magyar-szlovák gázvezetéket üzemeltető MGT Zrt.-t, illetve 2019-ben az FGSZ történetében az eddigi legnagyobb mennyiségű (24 milliárd m3) gázszállítási tevékenységet tudhatja maga mögött. Emellett, jelentős fejlesztési munkálatok után, 2021 októberében került sor Magyarország legújabb gázbetáplálási pontjának átadására Kiskundorozsmán, így már Szerbia felől is érkezhet gáz Magyarországra. Az elmúlt években az FGSZ jelentős fejlesztés-kutatási projekteket kezdett a Miskolci Egyetemmel,  amelyek a meglévő gázinfrastruktúra modernizációját célozzák, hogy a nagynyomású vezetékrendszer-hálózat a dekarbonizációs célkitűzéseknek és a hidrogén szállítására való átállásnak mielőbb meg tudjon felelni.

## Egyéb tisztségek
- 2020. augusztustól - Omán képviseletében magyarországi tiszteletbeli konzul
- 2020. július 1-től 2023. június 30-ig az European Network of Transmission System Operators for Gas(wd) (Földgázpiaci Szállítási Rendszerüzemeltetők Európai Hálózata) Igazgatósági tagja[19]
- 2011-től az Európai Gyárosok Kerekasztala(wd) (ERT) társult tagja
- 2012-től 2019-ig az INA_d.d.(wd) Felügyelő Bizottságának tagja
- 2014-től a SEED Üzleti Iskola Alapítvány Kuratóriumának elnöke
- 2015-től a Kőolaj Világtanács(wd) Magyar Nemzeti Bizottságának elnöke
- 2017-től a Regionális Energiagazdasági Kutatóközpont Tanácsadói Testületének (Advisory Board of the Regional Centre for Energy Policy Research Foundation) tagja
- 2010 – 2011 Romániai Magyar Üzleti Egyesület vezetője
- 2012 – 2015 Magyar Jégkorong Szövetség elnökségi tagja
- 2012 – 2020 között a Slovnaft a. s. Felügyelő Bizottságának tagja
- 2015 – 2018 májusa között a MET Holding A. G. Igazgatóságának tagja[20]
- 2018 – 2019 között a Joint Venture Szövetség elnökségi tagja

## Díjak
Magyar Távirati Iroda (2009)
- Díj: Az év sajtós csapata[21]